# Матінка (роман Лорен Ґрофф)
«Матінка» (англ. Matrix) — історичний роман американської письменниці Лорен Ґрофф, що вийшов у видавництві Riverhead Books 7 вересня 2021 року.

## Передісторія
Четвертий роман Ґрофф «Матінка» розповідає про «сімнадцятирічну Марі де Франс ... яку відправили до Англії, щоб вона стала новою настоятелькою злиденного абатства, черниці якого знаходяться на межі голодної смерті та потерпають від хвороби». Алекс Престон, оглядач The Observer, описав його як «дивний і поетичний історичний роман, дія якого розгортається в абатстві, схожому на сон, вигадана біографія містички XII століття». У романі Марі, яку Ґрофф зображує як лесбійку, змінює долю абатства та перетворює його на квазімістичну жіночу сепаратистську «утопію».

## Рецепція
Роман «Матінка» отримав дуже схвальні відгуки, із сукупним рейтингом «захопливий» на вебсайті агрегатора рецензій Book Marks, основаному на 31 рецензії на книжку від основних літературних критиків. Роман дебютував під номером одинадцять у списку бестселерів художньої літератури The New York Times за тиждень, що закінчився 11 вересня 2021 року. Publishers Weekly у рецензії із зірками високо оцінив «сміливу оригінальну розповідь» Ґрофф та її «трансцендентну прозу та яскраво описані сцени» за оживлення «історичних подій, від хрестових походів до папського інтердикту 1208 року». Publishers Weekly підсумували: «Ґрофф перевершила саму себе, створивши твір, такий же яскравий, як видіння Марі». В огляді з зірками Kirkus Reviews писав: «Фірмові речення Ґрофф надають яскравої легкості величній історії».
Однак історики, які вивчають середньовічних жінок, були більш критичними до роману. У рецензії для Nursing Clio книгу розкритикували за «кліше, які роблять середньовічний світ роману більш штучним і віддаленим від сучасності, ніж він міг би бути», а також за її «похмурий і застиглий середньовічний світ».
Роман ввійшов до списку The Washington Post «10 найкращих книг 2021 року». Колишній президент США Барак Обама назвав «Матінку» однією зі своїх улюблених книжок 2021 року.

## Нагороди
Роман «Матінка» потрапив до короткого списку Національної книжкової премії з художньої літератури 2021 року та медалі Ендрю Карнегі 2022 року.

## Переклад українською
2023 року у видавництві «Віват» вийшов український переклад роману. Перекладачка — Лілія Александронець.